# Serie A 1909-1910
L'edizione 1909-10 della Serie A svizzera vide la vittoria finale del Young Boys.

## Formula
Le 19 squadre di Serie A furono suddivise in tre gironi a carattere regionale. Alla vittoria venivano assegnati 2 punti, al pareggio 1 punto e zero punti alla sconfitta. Il vincitore di ogni girone partecipava alla fase finale.

## Classifiche gironi

### Girone Est
|  | Pos. | Squadra       | Pt | G  | V | N | P | GF | GS | DR  |
|  | ---- | ------------- | -- | -- | - | - | - | -- | -- | --- |
|  | 1.   | Aarau         | 20 | 11 | 9 | 2 | 0 | 40 | 7  | +33 |
|  | 2.   | Winterthur    | 16 | 11 | 7 | 2 | 2 | 26 | 14 | +12 |
|  | 3.   | Zurigo        | 14 | 11 | 6 | 2 | 3 | 32 | 23 | +9  |
|  | 4.   | San Gallo     | 10 | 11 | 5 | 0 | 6 | 18 | 21 | -3  |
|  | 5.   | Young Fellows | 8  | 11 | 4 | 0 | 7 | 30 | 30 | 0   |
|  | 6.   | Baden         | 4  | 11 | 2 | 0 | 9 | 18 | 43 | -25 |
|  | 7.   | Grasshoppers  | 0  | 6  | 0 | 0 | 6 | 2  | 28 | -26 |

### Girone Centro
|  | Pos. | Squadra          | Pt | G  | V | N | P | GF | GS | DR  |
|  | ---- | ---------------- | -- | -- | - | - | - | -- | -- | --- |
|  | 1.   | Young Boys       | 13 | 10 | 6 | 1 | 3 | 38 | 18 | +20 |
|  | 2.   | Old Boys Basilea | 11 | 10 | 4 | 3 | 3 | 26 | 23 | +3  |
|  | 3.   | Berna            | 11 | 10 | 4 | 3 | 3 | 22 | 20 | +2  |
|  | 4.   | Bienne           | 10 | 10 | 4 | 2 | 4 | 27 | 23 | +4  |
|  | 5.   | Basilea          | 10 | 10 | 4 | 2 | 4 | 24 | 24 | 0   |
|  | 6.   | Lucerna          | 5  | 10 | 2 | 1 | 7 | 15 | 44 | -29 |

### Girone Ovest
|  | Pos. | Squadra            | Pt | G  | V | N | P | GF | GS | DR  |
|  | ---- | ------------------ | -- | -- | - | - | - | -- | -- | --- |
|  | 1.   | Servette           | 17 | 10 | 8 | 1 | 1 | 45 | 12 | +33 |
|  | 2.   | Stella Friborgo    | 9  | 10 | 3 | 3 | 4 | 36 | 35 | +1  |
|  | 3.   | La Chaux-de-Fonds  | 9  | 10 | 3 | 3 | 4 | 30 | 34 | -4  |
|  | 4.   | Étoile-Sporting    | 9  | 10 | 3 | 3 | 4 | 29 | 39 | -10 |
|  | 5.   | Montriond-Losanna  | 9  | 10 | 3 | 3 | 4 | 20 | 33 | -13 |
|  | 6.   | Cantonal Neuchâtel | 7  | 10 | 3 | 1 | 6 | 23 | 30 | -7  |

## Girone Finale

### Classifica Finale
|  | Pos. | Squadra    | Pt | G | V | N | P | GF | GS | DR |
|  | ---- | ---------- | -- | - | - | - | - | -- | -- | -- |
|  | 1.   | Young Boys | 4  | 2 | 2 | 0 | 0 | 5  | 2  | +3 |
|  | 2.   | Servette   | 2  | 2 | 1 | 0 | 1 | 4  | 3  | +1 |
|  | 3.   | Aarau      | 0  | 2 | 0 | 0 | 2 | 2  | 6  | -4 |

### Risultati
| 5 giugno 1910 | Servette | 3 - 1 | Aarau | Berna |
| 5 giugno 1910 |          |       |       | Berna |

| 12 giugno 1910 | Young Boys | 3 - 1 | Aarau | Losanna |
| 12 giugno 1910 |            |       |       | Losanna |

| 19 giugno 1910 | Young Boys | 2 - 1 (d.t.s.) | Servette | Losanna |
| 19 giugno 1910 |            |                |          | Losanna |

### Verdetto
| Young Boys Campione di Svizzera 1909-1910 2º Titolo. |